# Королевский институт Великобритании

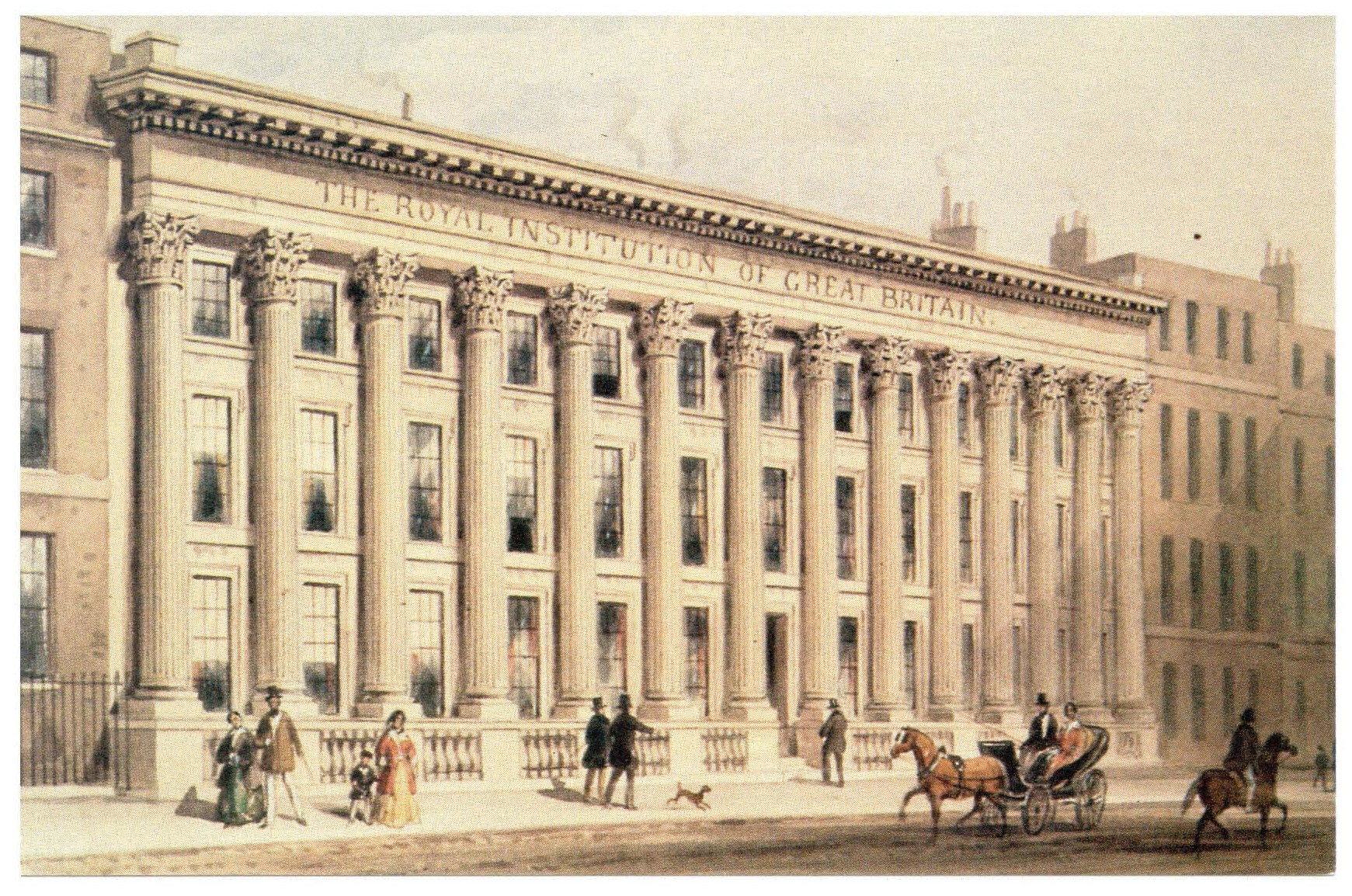
Королевский институт, 1838

Королевский институт Великобритании (англ. Royal Institution of Great Britain) — организация в Лондоне, основанная в 1799 году для содействия массовому образованию и прикладным научно-техническим исследованиям. В англоязычных странах используется сокращение названия: Ri.

## История
В создании Королевского института (1799 год) приняли участие многие ведущие британские учёные, особую активность проявил известный физик Генри Кавендиш. Среди основных целей Института были указаны распространение знаний, содействие применению науки и техники в повседневной жизни. К 1800 году были собраны благотворительные средства от различных филантропов и фондов, арендовано здание на Олбемарл-стрит (Albemarle Street, район Мейфэр, Лондон) и получена королевская хартия, которая не только дала Институту право называться Королевским, но и создавала ряд привилегий для его деятельности.

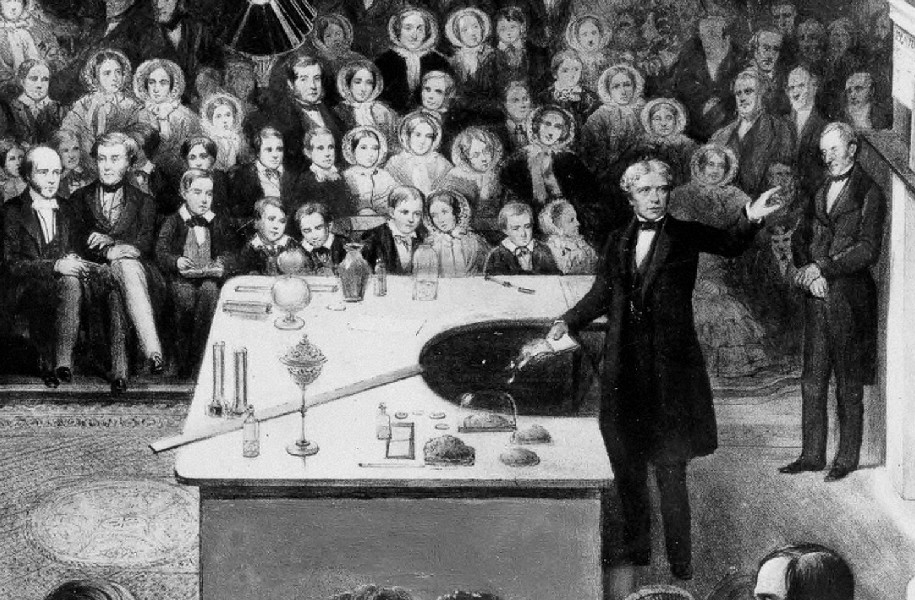
Лекции ведёт Майкл Фарадей, 1856

Сразу с началом деятельности Институт организовал общедоступные циклы лекций широкой тематики, многие из которых продолжаются и в наши дни. Одновременно были организованы лаборатории для научных исследований и приглашены квалифицированные учёные.
Среди сотрудников Института были:
- Уильям Генри Брэгг и его сын Уильям Лоренс Брэгг, нобелевские лауреаты 1915 года
- Джон Гёрдон, нобелевский лауреат 2012 года
- Джеймс Дьюар
- Гемфри Дэви
- Генри Дейл, нобелевский лауреат 1936 года
- Джон Коудери Кендрю и Макс Фердинанд Перуц, нобелевские лауреаты 1962 года
- Дороти Кроуфут-Ходжкин, нобелевский лауреат 1964 годаЛекционный зал Королевского института (Лондон). Здесь Майкл Фарадей впервые продемонстрировал явление электромагнетизма

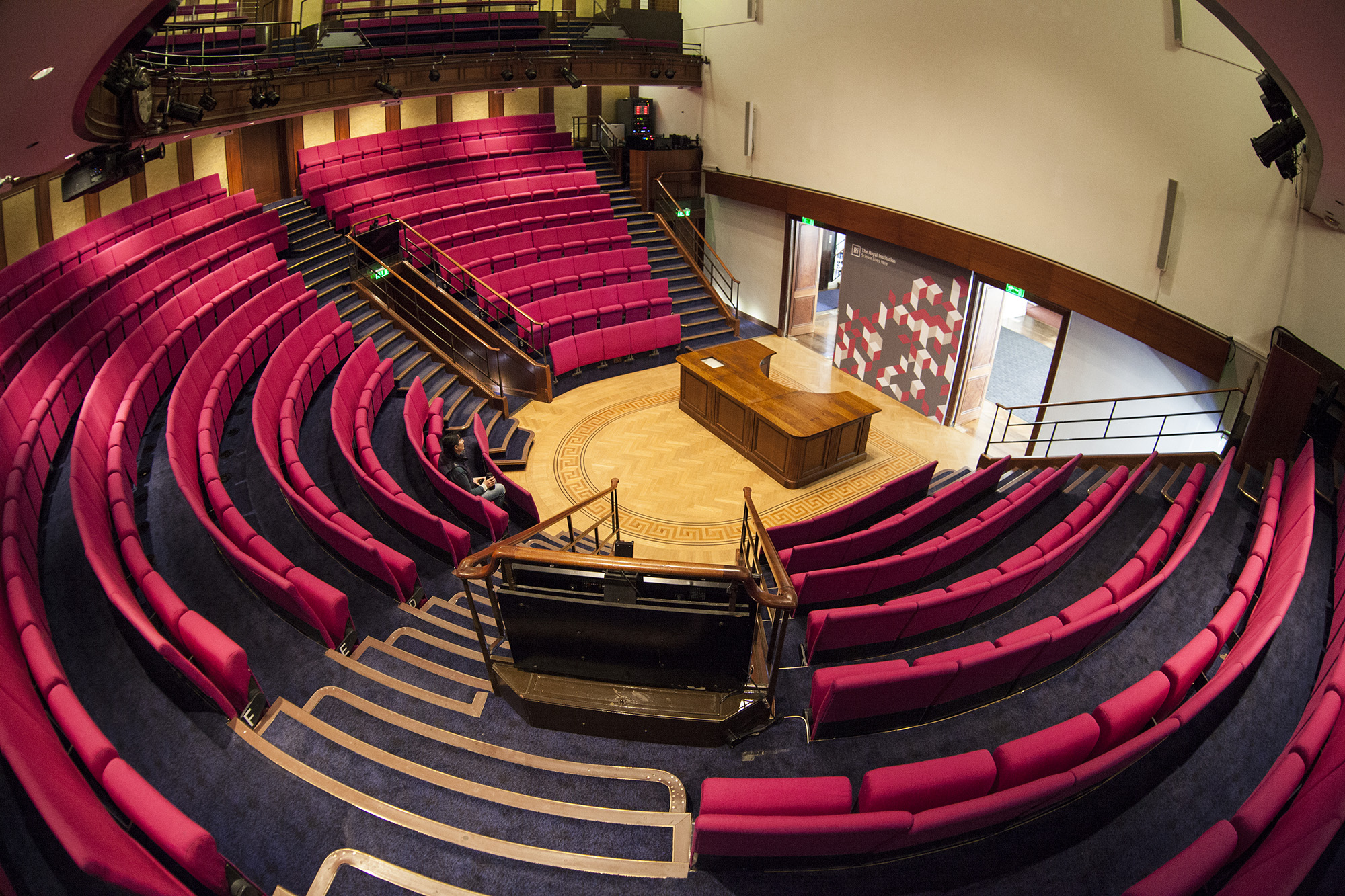
Лекционный зал Королевского института (Лондон). Здесь Майкл Фарадей впервые продемонстрировал явление электромагнетизма

- Питер Брайан Медавар, нобелевский лауреат 1960 года
- Джордж Портер, нобелевский лауреат 1967 года
- Эрнест Резерфорд, нобелевский лауреат 1908 года
- Джон Уильям Стретт (лорд Рэлей), нобелевский лауреат 1904 года
- Джозеф Джон Томсон, нобелевский лауреат 1906 года
- Майкл Фарадей, большинство своих исследований провёл в лабораториях Института
- Эндрю Филдинг Хаксли, нобелевский лауреат 1963 года
- Чарльз Скотт Шеррингтон, нобелевский лауреат 1932 года
- Энтони Хьюиш, нобелевский лауреат 1974 года

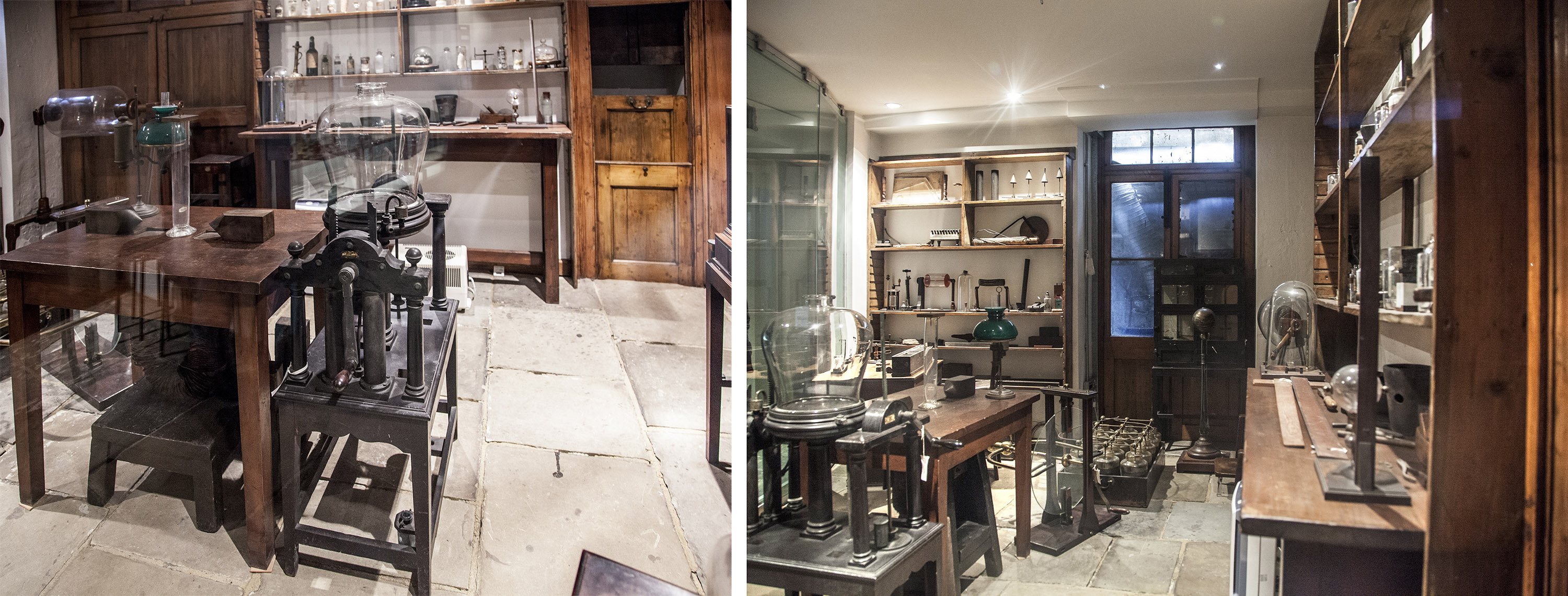
Лаборатория Фарадея 50-х гг. XIX в. в Музее Фарадея Королевского института в Лондоне

Всего в списке сотрудников Института 15 нобелевских лауреатов. В Институте был изобретён первый электрогенератор (Фарадей), исследована атомная структура кристаллов, открыты десять новых химических элементов:
Калий, натрий, барий, бор, кальций, хлор, магний, стронций, йод, аргон
В 1973 году открыт музей Фарадея. Одна из его комнат воспроизводит лабораторию Фарадея.

## Современное состояние

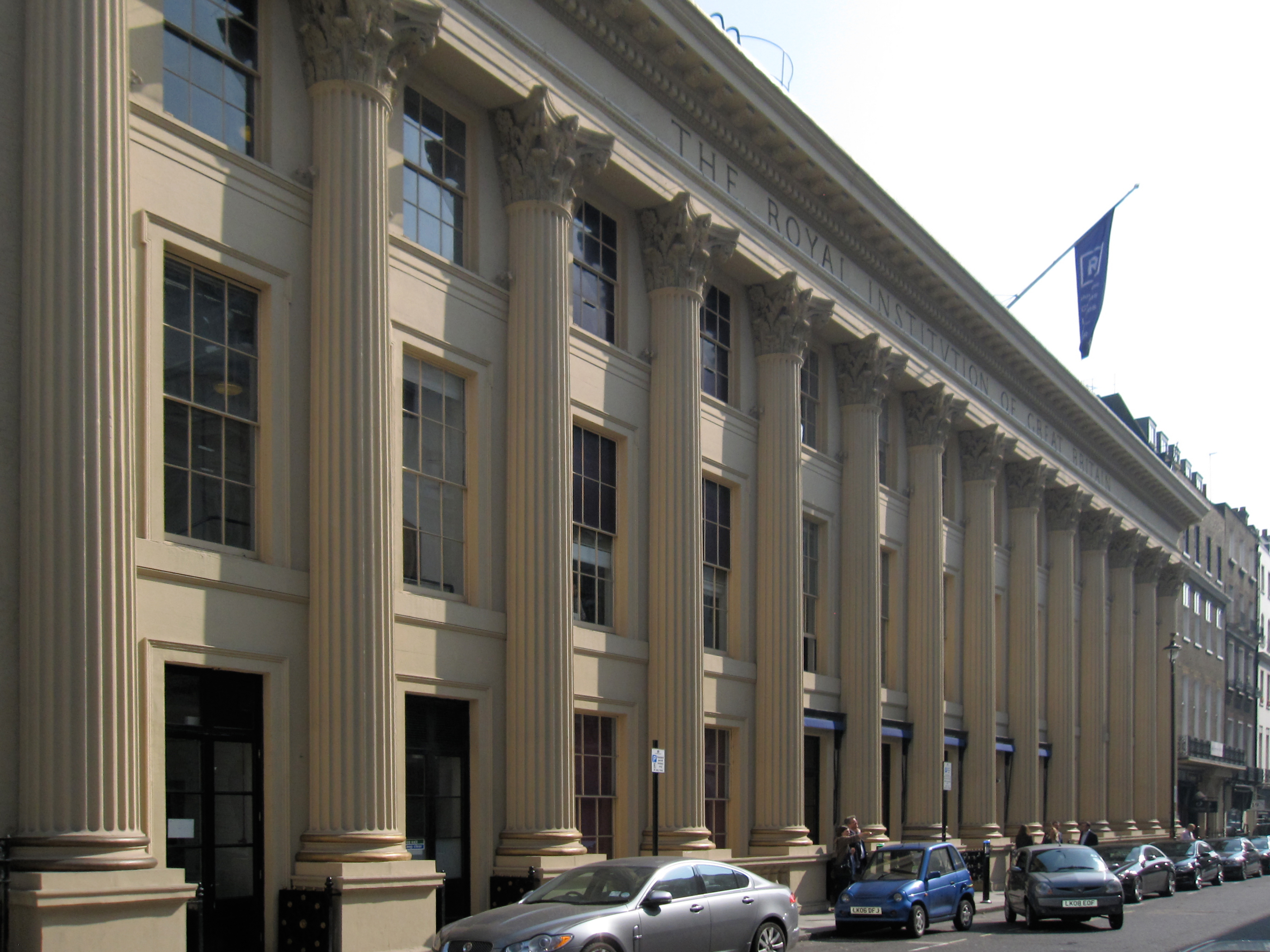
Королевский институт в наши дни

Членство в Институте открыто для всех, кто согласен платить ежегодный взнос; сотрудники и члены Института имеют право указывать на своей визитной карточке аббревиатуру FRI и MRI соответственно. Покровителями Института считаются британский монарх и принц Уэльский. Институт проводит около сотни мероприятий ежегодно по различной тематике. Многие лекции читают признанные специалисты. Снимаются видеофильмы научно-популярного направления, с декабря 2011 года работает Интернет-телеканал «Ri Channel».

Институт продолжает научные эксперименты в Исследовательской лаборатории Дэви-Фарадея (Davy-Faraday Research Laboratory, DFRL), одной из самых авторитетных в Великобритании (в частности, по нанотехнологиям).